# Jami
Jami는 피어 투 피어 및 분산 화상통화, 화상회의, 음성 통화를 위한 자유-오픈 소스 통신 플랫폼이다. 또한 인스턴트 메시징, 파일 전송, 유선전화 및 이동 전화(영내 전통 전화망을 통해) 통화 지원 및 기타 기능을 제공한다.
Jami는 페이스북 메신저, 구글 행아웃, 구글 미트, 스카이프, WhatsApp, 및 줌에 대한 윤리적이고 사용하기 쉬우며 개인 정보 보호에 중점을 둔 대안이다.
Jami는 다양한 데스크톱(GNU/리눅스, macOS, 및 마이크로소프트 윈도우), 모바일(안드로이드 및 iOS), TV(안드로이드 TV), 그리고 서버 플랫폼에서 사용할 수 있다. 웹 브라우저로 접근할 수 있는 Jami for Web은 아직 대중에 공개되지 않았다.
Jami는 Savoir-faire Linux (SFL)와 커뮤니티 기여자들에 의해 개발되었다.
Jami는 GNU GPL-3.0-or-later 하에 배포되는 자유-오픈 소스 소프트웨어이다.
기본적으로 Jami는 사용자가 처음 연결할 때 네트워크에 접속하기 위해 OpenDHT 노드를 사용하며, 이는 Savoir-faire Linux에 의해 유지 관리된다. 그러나 이 응용 프로그램은 고급 설정에서 사용자에게 자체 부트스트랩 서버를 통해 이 작업을 실행할 수 있는 선택권을 제공한다.
분산 해시 테이블 기술(예를 들어 비트토렌트 네트워크에서 사용됨)을 채택함으로써 Jami는 자체 네트워크를 생성하여 디렉터리 기능, 인증 및 암호화를 연결된 모든 시스템에 분산할 수 있다.
패키지는 데비안, 페도라 리눅스, 리눅스 민트, 오픈수세, 트리스퀠, 우분투를 포함한 모든 주요 GNU/리눅스 배포판에서 사용할 수 있다.
지원은 Jami 문서, Jami 블로그, Jami 포럼, 및 마스토돈 사이트에서 제공된다.

## 역사
Jami는 처음에는 SFLphone으로 알려졌으며, 리눅스에서 기본적으로 펄스오디오를 지원하는 몇 안 되는 소프트폰 중 하나였다. 우분투 문서에서는 회의 및 연결된 통화 전송과 같은 기능 때문에 기업용으로 권장되었다. 2009년, CIO 매거진은 SFLphone을 주목해야 할 5대 오픈 소스 VoIP 소프트폰 중 하나로 선정했다. SFLphone은 2015년에 링(Ring)으로 이름이 변경되었고, 이후 2018년에 Jami로 다시 이름이 변경되었다.

## 설계
Jami는 MVC 모델을 기반으로 하며, 데몬(모델)과 클라이언트(뷰)가 통신한다. 데몬은 통신 계층(SIP/IAX), 오디오 캡처 및 재생 등 모든 처리를 담당한다. 클라이언트는 그래픽 사용자 인터페이스이다. D-Bus는 클라이언트와 데몬 간의 통신을 가능하게 하는 컨트롤러 역할을 할 수 있다.

## 기능
- OpenDHT를 지원하는 SIP 호환[31][32]
- 무제한 통화 수
- 인스턴트 메시징
- 검색 가능한 통화 기록
- 통화 녹음[31]
- 연결된 통화 전송
- 자동 통화 응답
- 통화 대기
- 다자간 오디오[31] 및 화상 회의를 통한 오디오 및 비디오 통화[33][34]
- 다중 채널 오디오 지원
- 통화 중 비디오 및 오디오 파일 스트리밍
- TLS 및 SRTP 지원
- 다중[31] 오디오 코덱 지원: G711u, G711a, GSM, 스픽스 (8, 16, 32 kHz), Opus, G.722 (스픽스와 함께 침묵 감지 지원)
- 계정별 STUN 지원 및 SIP 상태 구독을 포함한 다중 SIP 계정 지원
- DTMF 지원
- 자동 이득 제어
- 계정 도우미 마법사
- 전역 키보드 단축키
- FLAC 및 Vorbis 벨소리 지원[33]
- 데스크톱 알림: 음성 메일 번호, 수신 전화, 정보 메시지
- SIP 재초대
- GNOME 및 KDE의 주소록 통합
- 펄스오디오 지원
- 잭 오디오 커넥션 키트 지원
- 웹 링크 미리보기
- 맞춤법 검사기
- 밝음, 어두움, 시스템 테마 지원
- 채팅, 비디오 및 음성 통화에 사용되는 단대단 암호화[35]
- 분산형 (인터넷 연결 불필요)

## 출시 역사
Jami의 전체 변경 목록은 공식 블로그 및 변경 로그를 참조한다.
| 이름         | 설명                                                       | 날짜             |
| ------------ | ---------------------------------------------------------- | ---------------- |
| 에이레네     | 새 사용자 온보딩을 간단하고 직관적으로                     | 2025년 3월 26일  |
| 아스타르테   | 더 견고하고 안정적인 Jami                                  | 2024년 6월 14일  |
| 엘레우테리아 | 더 즐겁고 사적이며 안전한 통신                             | 2023년 11월 27일 |
| 빌라그파     | 분산되고 자유롭고 안전한 소셜 네트워크를 향하여            | 2023년 2월 20일  |
| 말루아       | 새로운 버전의 Jami                                         | 2021년 6월 3일   |
| 투게더       | 새로운 한 걸음                                             | 2020년 10월 16일 |
| GNU Jami     | 링(Ring)은 이제 Jami                                       | 2018년 12월 18일 |
| GNU Ring     | GNU 프로젝트에 통합된 후 공식 GNU 패키지                   | 2016년 11월 3일  |
| Ring         | 음성, 비디오, 채팅 통신을 위한 궁극적인 프라이버시 및 제어 | 2015년 5월 5일   |
| SFLphone     | 초기 수정본                                                | 2004년 12월 23일 |

## 같이 보기
- SIP 소프트웨어 목록
- 자유-오픈 소스 소프트웨어 패키지 목록
- 인스턴트 메신저 클라이언트 비교
- VoIP 소프트웨어 비교